# Hotel boutique

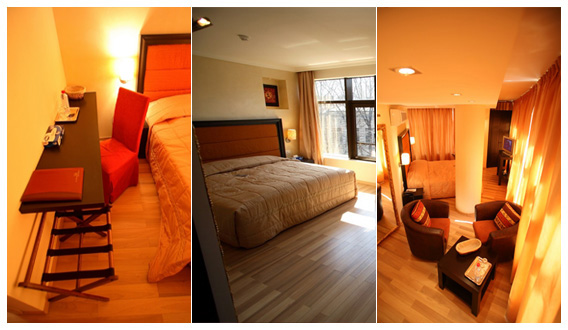
Imágenes de un hotel boutique en Rumanía.

El hotel boutique es un concepto de hotel que se creó en la década de 1980, caracterizado por una particular ubicación, servicio y diseño.

## Historia
Emergieron en los años 1980 en Nueva York, pero su expansión definitiva se produjo a finales de los años 1990. Este tipo de hotel ocupó el hueco dejado por las grandes cadenas de hoteles cuyos establecimientos seguían un determinado estándar. El hotel boutique, en contraposición, busca un estilo y carácter propio.

## Características
Características que definen un hotel boutique:
- La localización urbana: suelen estar situados en las grandes urbes y principalmente en sus barrios más dinámicos y de compras, siendo utilizado frecuentemente por quienes realizan turismo urbano.
- La arquitectura y el diseño: tienen una arquitectura propia, un diseño elegante y cuidado y, a menudo, temático. El ambiente y la decoración buscan proporcionar un ambiente íntimo.
- El servicio personalizado: buscan adelantarse al deseo del cliente, a quien se considera un invitado y amigo.

La revista enRoute los describe así: «Todo aquel establecimiento con un ambiente moderno, un servicio personalizado y un diseño sofisticado para los viajeros más exigentes. Son generalmente independientes de las grandes cadenas de hoteles, y suelen tener menos de 120 habitaciones. Ofrecen la experiencia de una estancia relajante en un ambiente íntimo (incluso para los viajes de negocios)».